# Michel Erhart

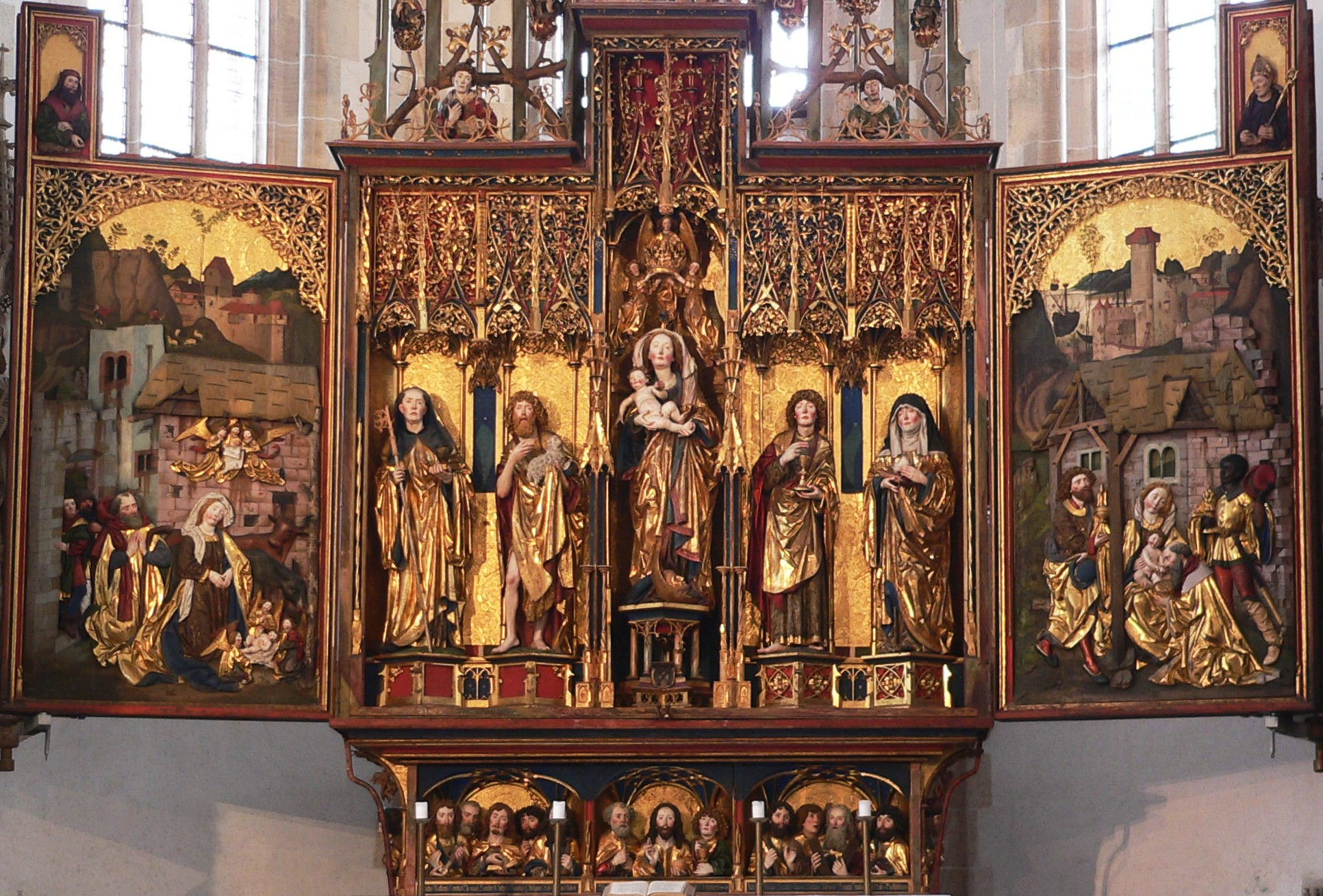
Ołtarz główny w Blaubeuren

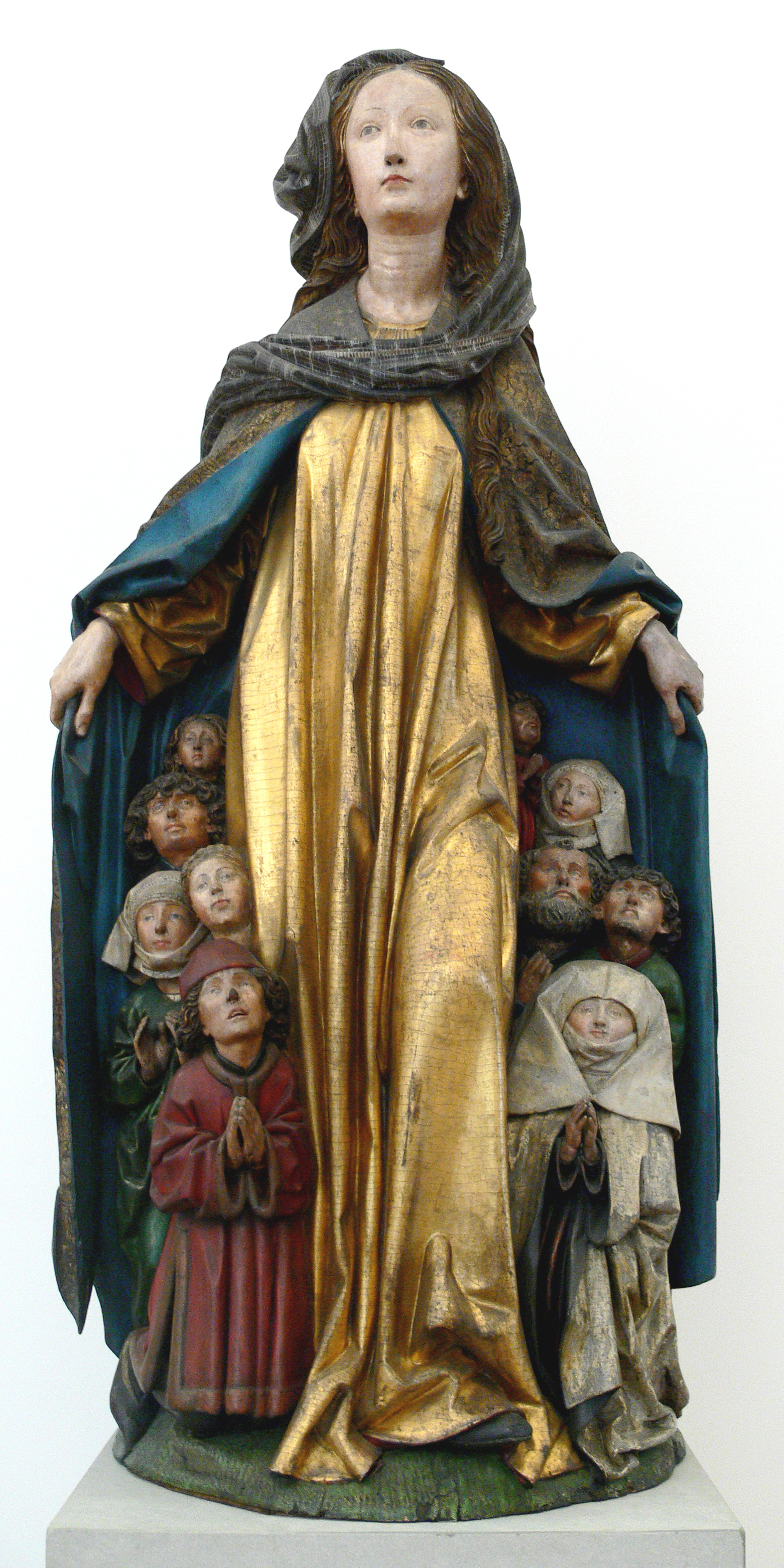
Madonna w płaszczu opiekuńczym

Michel Erhart (ur. ok. 1440/45; zm. po 1522 w Ulm?) – niemiecki rzeźbiarz i snycerz, przedstawiciel sztuki późnego gotyku. Ojciec Gregora Erharta. Zaliczany do grona tzw. ulmskiej szkoły, będąc jednym z ważniejszych jej reprezentantów.
O życiu artysty wiemy stosunkowo niewiele. Jako młody artysta prawdopodobnie był w Konstancji. Podczas wędrówki zapoznał się z niderlandzkim realizmem dominującym w sztuce II poł XV w. Rzeźbiarzem reprezentującym ten nurt był m.in. Mikołaj z Lejdy, którego cechy stylowe można odnaleźć w dziełach artystów z południowo-zachodnich ziem Rzeszy.
Później, w latach 1469 – 1522 działał w Ulm wspólnie ze swoim synem Gregorem oraz Bernhartem, w warsztacie Jörga Syrlina Starszego, który wykonał znaczącą część gotyckiego wystroju tamtejszej kolegiaty, m.in. stalle, ołtarz główny (zniszczony w okresie reformacji). Michel był pomocnikiem mistrza, jego dłuta są m.in. niektóre popiersia stalli katedralnych. Artystę docenili przedstawiciele zakonu benedyktynów z pobliskiego Blaubeuren, któremu powierzyli prace przy wystroju nowo powstałego kościoła klasztornego.

## Dzieła
- Madonna w płaszczu opiekuńczym – (ok 1480–90) znana również jako Ravensberger Schutzmantelmadonna
- Współpraca przy dekoracji rzeźbiarskiej fontanny Fischkastenbrunnen na rynku w Ulm; dziełem Michela z pewnością jest figura rycerza 1482
- Krucyfiks w Besserer-Kapelle des Ulmer Münster, (po 1490)
- Rzeźby ołtarza głównego kościoła Św. Jana Chrzciciela w Blaubeuren,(1493)
- Krucyfiks w kościele w Schwäbisch Hall, 1494 (z gmerkiem artysty)
- Ołtarz Panny Marii in Lautern, (1509)

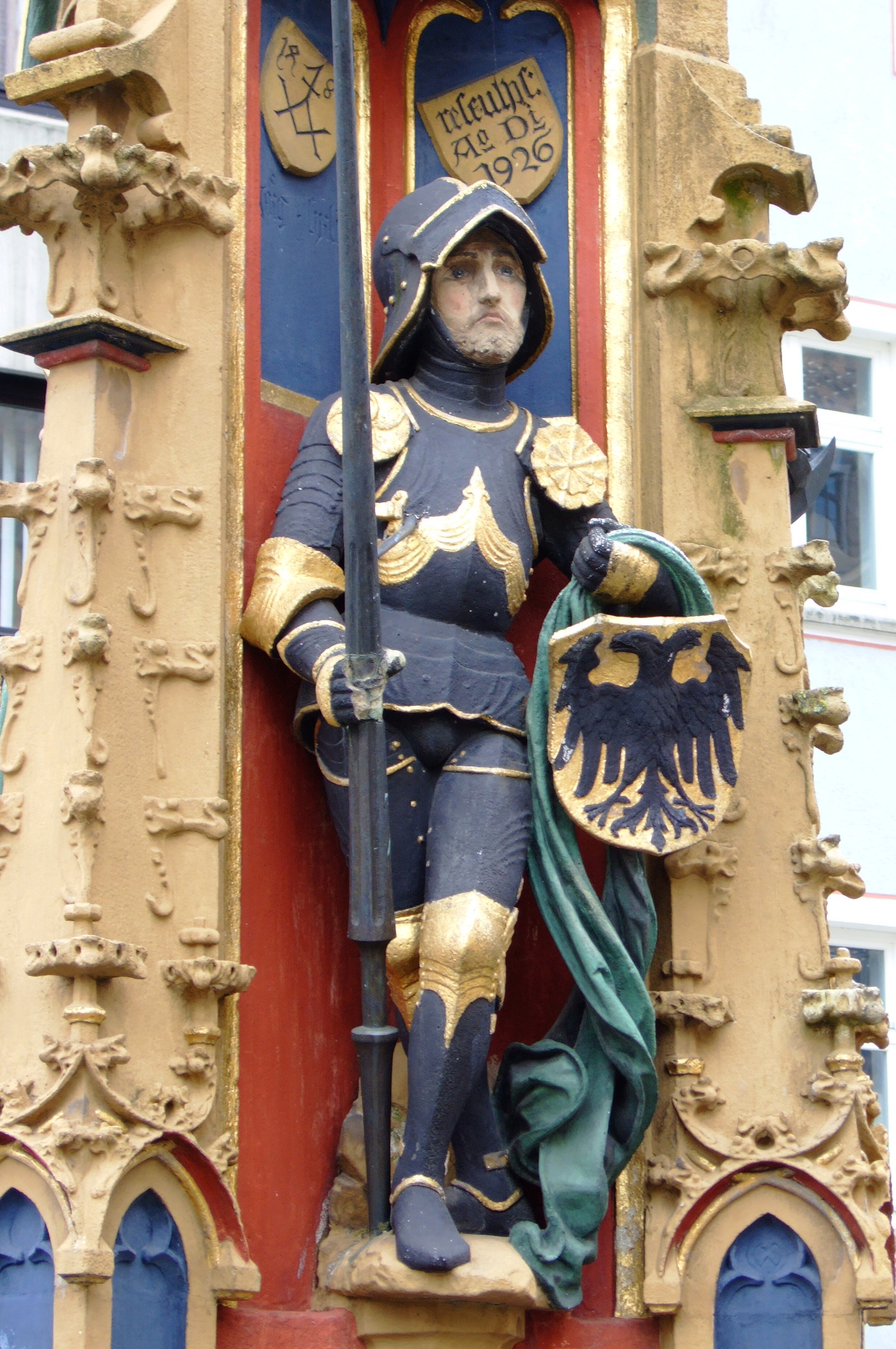
Rycerz z fontanny Fischkastenbrunnen w Ulm
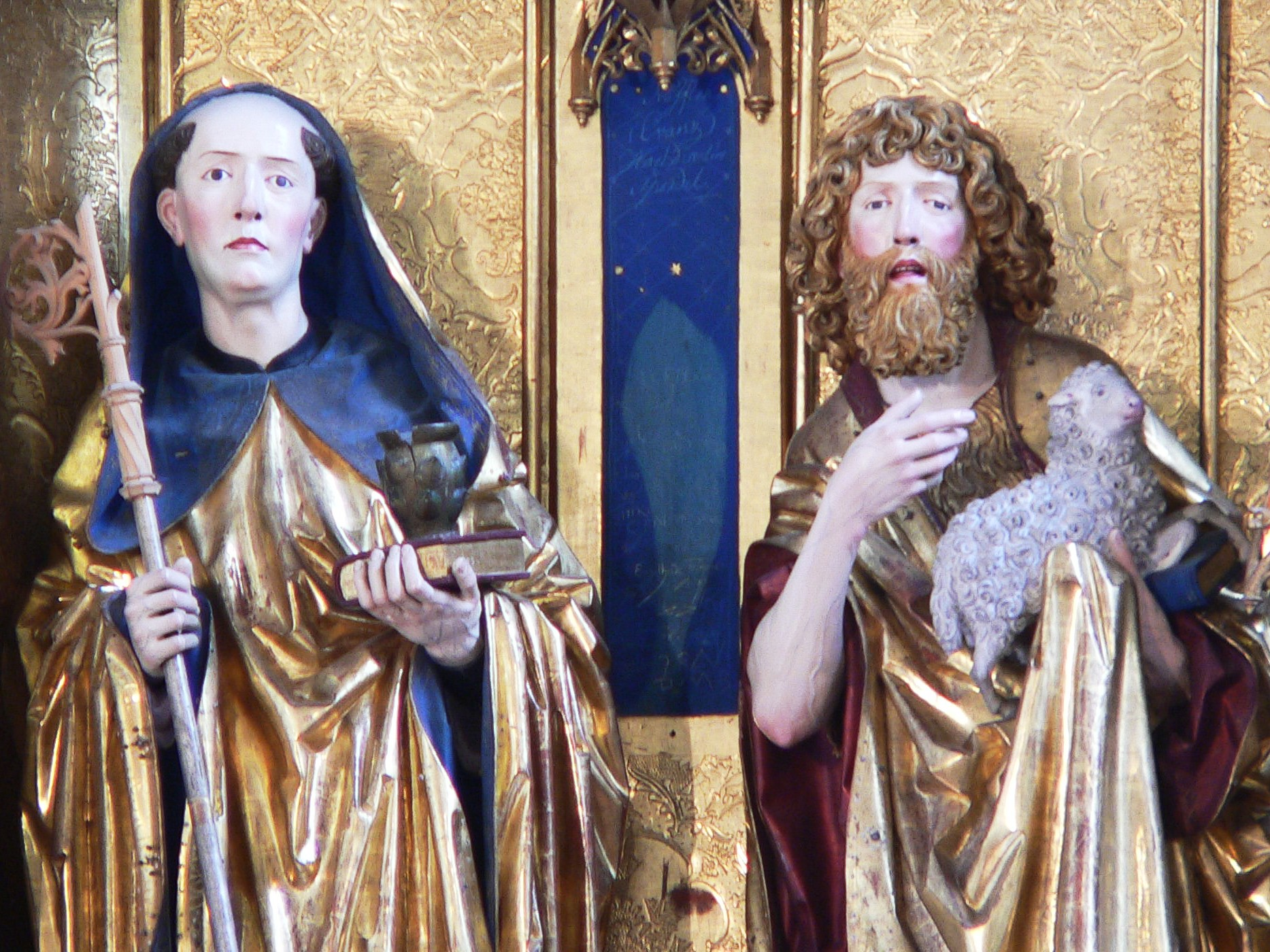
Ołtarz w Blaubeuren, rzeźby Św. Jana Chrzciciela (po prawej) i Benedykta
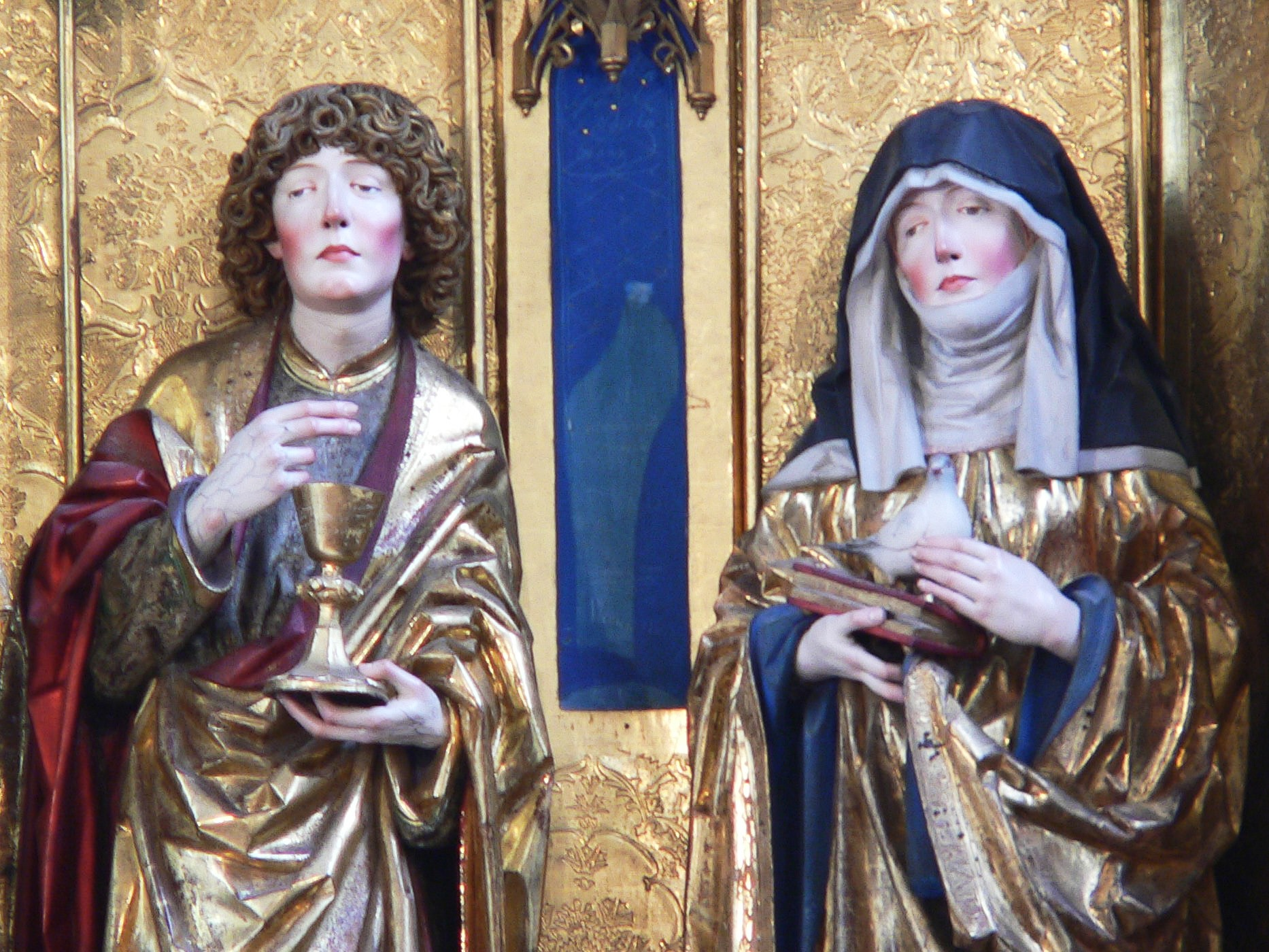
Ołtarz w Blaubeuren, rzeźby Św. Jana Ewangelisty (po lewej) i Św. Scholastyki
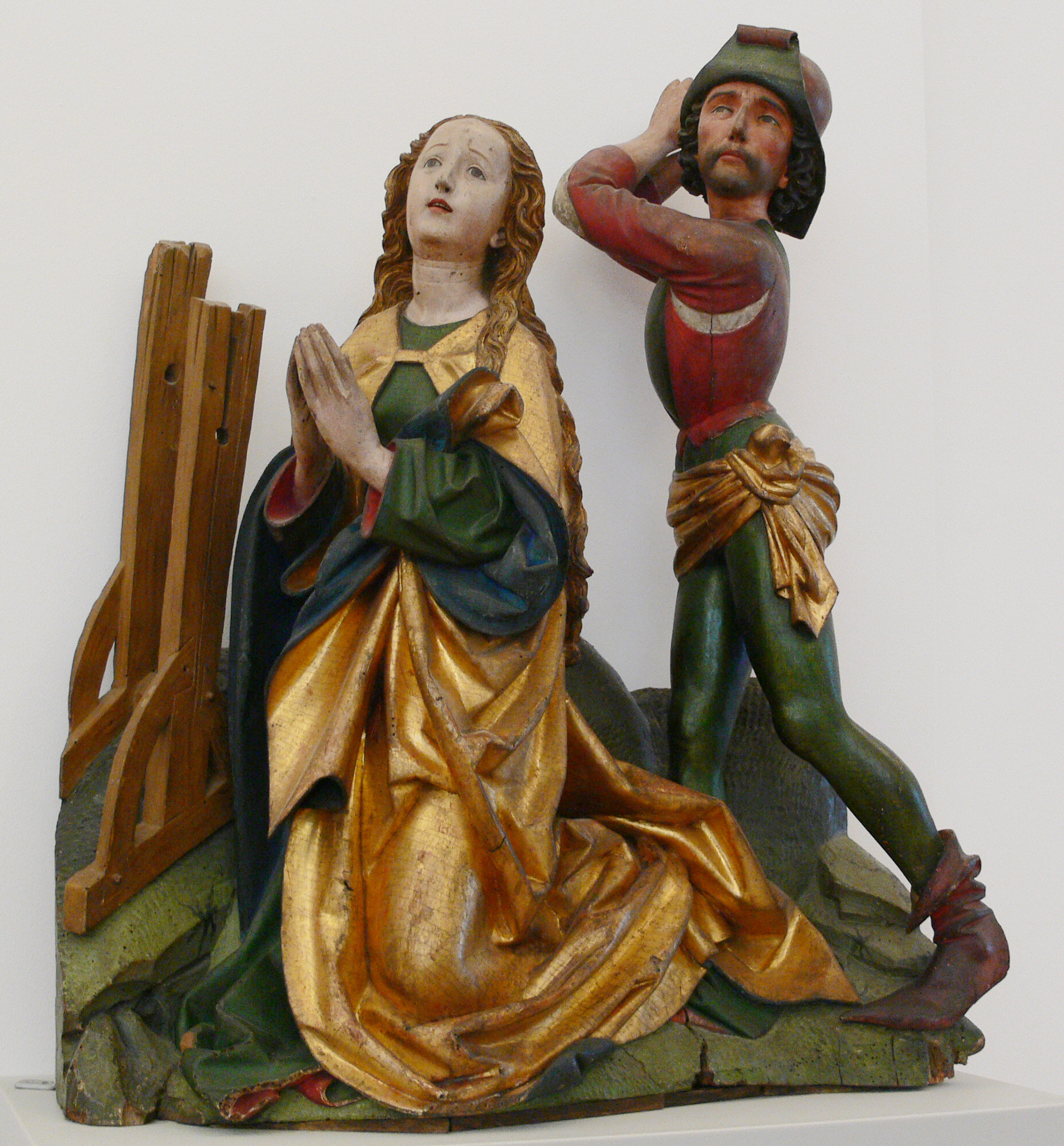
Ścięcie Św. Katarzyny